# الرابطة الديمقراطية لكوسوفو
حزب الرابطة الديمقراطية لكوسوفو (بالألبانية: Lidhja Demokratike e Kosovës)‏، ويُعرف اختصارا ب LDK، هو واحد من أكبر ثلاث أحزاب سياسية في كوسوفو إلى جانب كل من حزب الاتحاد الديموقراطي الكوسوفي وحزب فيتفيندوسيي.

## زعماء الحزب
| زعيم           | فترة         |
| -------------- | ------------ |
| إبراهيم روغوفا | 1989 - 2006  |
| فاتمير سيديو   | 2006 - 2010  |
| عيسى مصطفى     | 2010 - حاليا |

## نتائج الحزب في الانتخابات
| الانتخابات التشريعية | عدد الأصوات      | ٪ الأصوات        | المقاعد  | المركز    | +/–  | الحكومة    |
| -------------------- | ---------------- | ---------------- | -------- | --------- | ---- | ---------- |
| 2001                 | 359,851          | 45.7٪            | 48 / 120 | ▲ الأول   | ▲ 47 | Coalition  |
| 2004                 | 313437           | 45.4٪            | 44 / 120 | الأول     |      | Coalition  |
| 2007                 | 129,410          | 22.6٪            | 25 / 120 | ▼ الثانية | ▼ 19 | Coalition  |
| 2010                 | 172,552          | 24.7٪            | 27 / 120 | الثانية   | ▲ 2  | Opposition |
| 2014                 | 184,596          | 25.2٪            | 30 / 120 | الثانية   | ▲ 3  | Coalition  |
| 2017                 | جزء من تحالف LAA | جزء من تحالف LAA | 23 / 120 | الثانية   | ▼ 7  | Opposition |
| 2019                 | 206,516          | 24.55٪           | 28 / 120 | الثانية   | ▲ 5  | Coalition  |

## روابط خارجية
- الموقع الرسمي